# ビリー・ピアース (ピアニスト)

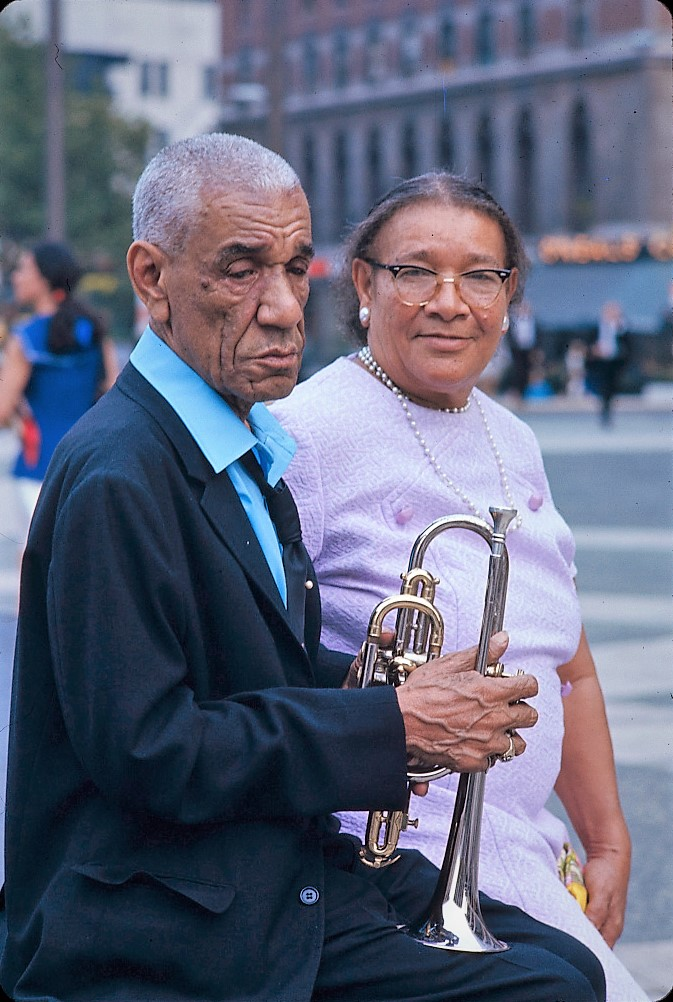
ディ・ディ&ビリー・ピアース（1970年代）

ビリー・ピアース（Billie Pierce、1907年6月8日 - 1974年10月1日）は、アメリカ人ジャズ・ピアニスト、ジャズ・シンガー。当時、女性シンガーは数少ない存在であった。

## 略歴
1907年6月8日、アメリカ合衆国フロリダ州生まれ。16歳でベッシー・スミスの伴奏を務めた。1930年にニューオーリンズに進出して定住、トランペッターのディ・ディ・ピアースとの共演をきっかけに結婚。その後は、プリザベーション・ホールを中心に活動した。1960年代から1970年代前半にかけて、ビリー&ディ・ディのグループ名で欧州や日本を回るツアーを行った。
1974年10月1日、ニューオリンズの病院で死去。67歳。

## ディスコグラフィ

### リーダー・アルバム
- Primitive Piano (1957年、Tone) ※with Speckled Red、James Robinson、Doug Suggs
- Billie Pierce With Raymond Burke (1994年、American Music) ※with レイモンド・バーク

### ビリー & ディ・ディ・ピアース
- Blues and Tonks from the Delta (1961年、Riverside)
- Vocal Blues and Cornet in the Classic Tradition (1961年、Riverside)
- Jazz at Preservation Hall 2 (1963年、Atlantic)
- New Orleans' Billie & De De and Their Preservation Hall Jazz Band (1966年、Preservation Hall)
- New Orleans Jazz (1971年、Arhoolie)
- Billie and De De Pierce at Luthjen's (1976年、Center)
- 1960 (1994年、G.H.B.)